# Tsimliansk
Tsimliansk (en russe : Цимля́нск) est une ville de l'oblast de Rostov, en Russie, et le centre administratif du raïon de Tsimliansk. Sa population s'élève à 14 778 habitants en 2013.

## Géographie
Tsimliansk est située sur la rive droite de Don, au bord du réservoir de Tsimliansk. Elle se trouve à 16 km au nord de Volgodonsk, à 186 km au nord-est de Rostov-sur-le-Don et à 953 km au sud-est de Moscou.

## Histoire
Tsimliansk a été fondée en 1672 par des Cosaques du Don sous le nom d'Oust-Tsimla (Усть-Цимла). Jusqu'en 1950, elle était connue comme la stanitsa Tsimlianskaïa (Цимля ́ нская). En 1950-1952, la stanitsa a été déplacée sur son site actuel en raison de la construction du réservoir de Tsimliansk, dans le cadre de la construction du canal Don-Volga. Elle accéda au statut de commune urbaine en 1951, puis à celui de ville en 1961.

## Population
Recensements (*) ou estimations de la population
| 1939* | 1959* | 1970*  | 1979*  | 1989*  |
| ----- | ----- | ------ | ------ | ------ |
| 4 400 | 9 919 | 13 011 | 15 360 | 15 343 |

| 2002*  | 2010*  | 2012   | 2013   | - |
| ------ | ------ | ------ | ------ | - |
| 15 444 | 15 028 | 14 807 | 14 778 | - |

## Monuments
- Église Saint-Nicolas